# Zbigniew Konrad Gęsikowski
Zbigniew Konrad Gęsikowski (ur. 11 lutego 1919 we Wrocławiu, zm. 4 stycznia 1993 w Alwerni) – polski farmaceuta, społecznik, strażak.

## Życiorys
Urodził się 11 lutego 1919 we Wrocławiu w rodzinie poznańskiego lekarza. Rodzice w następnym roku powrócili do Poznania i tu też uczył się w szkole powszechnej i ukończył Gimnazjum księży Salezjanów. W 1936 podjął studia początkowo na kierunku matematycznym by ostatecznie je ukończyć na wydziale lekarskim. 
Brał udział w Kampanii Wrześniowej walcząc w okolicach Warszawy.
Po wysiedleniu z Poznania przeniósł się do Nowego Targu i odbył tu praktykę aptekarską. Czynnie uczestniczył w działaniach Armii Krajowej i awansował do stopnia podporucznika.
Po zakończeniu wojny ukończył studia na wydziale farmacji Uniwersytetu Poznańskiego. Otrzymał nakaz pracy do Alwerni z zadaniem uruchomienia apteki.
Gęsikowski w Alwerni mieszkał do śmierci. Reaktywował Ochotniczą Straż Pożarną i był jej prezesem w latach 1952-1991. Zasłużył się dla miasta działalnością społeczną, z jego inicjatywy i jego staraniem w 1993 Alwernia odzyskała prawa miejskie.
Chcąc poszerzyć swoją wiedzę i kwalifikacje w latach 1966–69 ukończył Szkołę Oficerów Pożarnictwa, i w latach 1973–75 Podyplomowe Studium Muzeologiczne na Uniwersytecie Jagiellońskim w Krakowie.
Był zamiłowanym kolekcjonerem i zbieraczem. Zgromadził ok. 300 eksponatów pożarniczych, 600 plakatów i 2500 innych pozycji archiwalnych. Posłużyły one do utworzenia Muzeum Pożarnictwa w Alwerni.
Zasiadał w Kapitule Towarzystwa Przyjaciół Książki oraz był członkiem Stowarzyszenia Inżynierów i Techników Chemików.
Zmarł 4 stycznia 1993 i pochowany został na cmentarzu Rakowickim w Krakowie.

## Nagrody i upamiętnienie
- Krzyż Kawalerski Orderu Odrodzenia Polski,
- Krzyż Walecznych z Mieczami,
- Złoty Znak Związku OSP
- złota odznaka „Za Zasługi dla Ziemi Krakowskiej”
- główna ulica miasta Alwerni została nazwana jego imieniem